# Filozofija
Filozofija ili mudroslovlje je znanost koja proučava načelne (principijalne), apstraktne i opće probleme vezane za bitak, znanje, moral, um, jezik i ljudsku egzistenciju. Filozofija se razlikuje od ostalih načina rješavanja tih pitanja (kao misticizam i mitologija) sa svojim kritičkim, općenito sustavnim pristupom i oslanjanjem na razložnom argumentu. Riječ filozofija je podrijetlom iz starogrčkoga φιλοσοφία (philosophia), značenja «ljubav prema znanju», «ljubav prema mudrosti».

## Etimologija
Riječ filozofija (grč. „philosophia“) nastala je u starogrčkom jeziku, a izvorno znači „ljubav spram mudrosti“, odnosno „nastojanje i djelatnost onih koji teže za mudrošću“. Dolazi od riječi „philos“, što znači prijatelj, ljubitelj, i „sophia“, što znači mudrost. Po predaji, riječ „philosophia“ je prvi upotrijebio Pitagora, filozof iz 6. stoljeća prije Krista. Povjesničari filozofije dokazuju kako se Heraklit prvi koristio rječju, dok ju u stalnu jezičnu uporabu kasnije uvode Sokrat i Platon. Filozof je za Stare Grke „prijatelj mudrosti“, no Platon ističe kako se on razlikuje od mudraca, sofista, jer ispituje razloge stvari uopće i njihovim razumijevanjem dolazi do spoznaja, dok se potonji ograničava isključivo na praktičnu primjenu znanja.
Za pojam „filozofija“ ne postoji općeprihvaćena definicija i njezin su predmet i pojam filozofi različito određivali kroz povijest. Filozofija je u doba antike predstavljala znanstvenu težnju, bila je isto što i znanost. U doticaju s kršćanstvom, grčka filozofija počinje gubiti svoje prepoznatljive osobine, prestaje biti težnja za racionalnim spoznajama i logičko-kritičko mišljenje te postaje u potpunosti podređena vjeri i spasenju. U 15. stoljeću filozofija doživljava svoj preporod kad se uspijeva osloboditi od utjecaja kršćanstva i nastoji oživjeti značajke antičke filozofije. Iako je već u antici započelo postupno osamostaljivanje pojedinih područja istraživanja od filozofije, taj je proces postao naročito izražen u novom vijeku s razvojem prirodnih znanosti.
Filozofija danas ima značenje sustavnog proučavanja općih, apstraktnih i ultimativnih pitanja o bitku, biću, ljudskoj egzistenciji, umu, stvarnosti, znanju, istini, moralu i vrijednostima. Cilj filozofije jest dobiti uvid u ova pitanja, stoga je ona u svojim odgovorima nazor o svijetu i životu. Kako bi to ostvarila, filozofija treba biti metodski osiguran, logičan, kritičan, strogo obrazložen, dosljedan i potpuno konzistentan sustav promišljanja koji neku ideju ili objašnjenje uvijek razrađuje do kraja.

## Filozofske discipline
Filozofske discipline nastaju kao rezultat razmatranja usmjerenih prema nekim posebnim filozofskim pitanjima. Te grane nisu međutim samostalni dijelovi filozofije, već su uvijek međusobno povezane, kao što su problemi i pokušaji rješenja koje postavljaju samo različiti aspekti istih pitanja. Kroz povijest su se razvijale raznovrsne filozofske discipline, pa stoga postoji i podjela filozofije na teorijsku, praktičnu i pojetičku. Teorijskoj pripadaju discipline kao što su ontologija i gnoseologija, praktičnoj discipline poput etike i filozofije povijesti, a pojetičkoj estetika, poetika, retorika itd. Postoji i podjela filozofskih disciplina prema filozofskim pitanjima koja obuhvaćaju. Većina filozofskih pitanja mogu se razvrstati u četiri područja: pitanja vezana uz bitak i egzistenciju, pitanja vezana uz znanje, pitanja vezana uz vrijednosti te pitanja logike. Tako ćemo ontologiju svrstati u prvu, epistemologiju u drugu, a etiku, filozofiju politike i estetiku u treću skupinu pitanja, dok pitanja logike istražuju i postavljaju kriterij važećih zaključaka.
Temeljna filozofska disciplina jest ontologija ili opća metafizika. Ona je učenje o bitku, stoga su njena rješenja od temeljnog značenja za sva druga filozofska pitanja i discipline, zbog čega se filozofiju često i izjednačuje s ontologijom. Metafizika je filozofska disciplina koja istražuje temeljna svojstva bitka, biti, zbivanja, kretanja, formu, materiju, supstanciju, uzrok, svrhu itd. Prvi filozofi bili su uglavnom metafizičari. Naziv metafizika dolazi od grčke riječi meta ta phisika (grč. μετά τὰ φυσικά), što znači "iza fizike".

## Kratak opis
Možemo pokušati približno opisati (a ne definirati) što filozofija jest. U sljedećem opisu korištene su riječi običnog jezika da se opiše o čemu se radi; u zagradama uvodimo neke stručne filozofske termine.

### Ljubav, dijalog, sustavnost, temeljnost
- Filozofija u prijevodu znači ljubav prema mudrosti. Filozof iskazuje žudnju za mudrošću, ali ne tvrdi da posjeduje mudrost. On se ne zadovoljava nijednim odgovorom kao konačnim, on uvijek iznova postavlja pitanja. Zato se kaže da je filozofija kao takva kritička djelatnost, iako pojedini filozof može biti i dogmatičan u obrani nekih teza ili nekog posebnog učenja odnosno posebne "filozofije".
- Filozofija je bitno vezana uz razgovor, dijalog, uz logos, tj. jezik. Filozof se služi jezikom i raspravom (dijalog, tj. "dijeljenje logosa". odatle i dijalektika; u hrvatskom: raz-govor, "dijeljenje govora", slično i "raz-mišljanje") nadajući se tako doći do spoznaje istine, tj. do mudrosti. Zato se generalno kaže da je filozofija racionalna djelatnost, iako se filozofi znaju služiti i jezikom mita, poezije ("mitopoetski jezik"), propovijedi i sl. Također se kaže da je jezik filozofije u načelu diskurzivan; postoje različiti diskursi.
- Svako nabacivanje "filozofskim" tezama nije filozofija. Filozof nastoji dokraja domisliti neku temu, te sva svoja razmišljanja povezati u sustav. U aforističkoj ili sličnoj ne-sustavnoj formi ipak može biti dat sustav misli, ako i nije odmah vidljiv.

Težnja ka punoći završenog sustava, međutim, može doći u sukob s kritičnošću. Tako npr. proučavatelji Hegelove filozofije često govore o suprotnosti između njegove dijalektične metode i metafizičkog sustava.
- Filozofija se bavi temeljnim pitanjima raznih znanosti, umjetnosti i drugih ljudskih djelatnosti, te temeljnim pitanjima o svijetu, čovjeku, postojanju, dobru i zlu itd. Pritom je nemoguće precizno razgraničiti filozofiju od drugih umskih djelatnosti. Često su istaknuti filozofi istovremeno ili naizmjenično i teolozi, znanstvenici, književnici, ideolozi itd. S druge strane, ljudi koji se bave tim djelatnostima često postaju filozofi kad preispituju osnove svojeg područja. (Pogledajte npr. članak Jacques Monod.)

### Biće, bitak i trebanje
- Filozofi nastoje spoznati ne samo ovaj svijet (biće), nego i ono po čemu on jest i po čemu jest takav kakav jest (filozofski pojam je bitak); filozofska disciplina koja se bavi bitkom (odnosno "bićem kao bićem") je ontologija (od grčkoga ons). Nastoje spoznati ne samo svijet pojava (fenomena), ne samo prirodu (grčki: fisis, odakle moderni naziv fizika) nego i ono "iza" prirode, ono skriveno iza (iznad, ispod) pojava (metafizika, "ono iza fizike").
- Filozof nastoji doći do spoznaje ne samo o onome što jest, nego i o onome što treba biti. U tom razlikovanju utemeljuje se etika, kao filozofska disciplina (za razliku od empirijskog proučavanja raznih sustava morala u antropologiji, sociologiji itd.).
- Filozofija uvijek preispituje i sebe samu i svoje metode. Primijeniti neko načelo na vlastito mišljenje važan je filozofski postupak, koji filozofi često zanemaruju.

### Neka filozofska pitanja
Immanuel Kant svoj kritički idealizam utemeljuje na tri filozofska pitanja:
- Što mogu znati? (Kritika čistoga uma)
- Što trebam činiti? (Kritika praktičkoga uma)
- Čemu se smijem nadati? (Kritika moći suđenja)

A sva se pitanja spajaju u jedno: Što je čovjek?
Filozofinja Agnes Heller (druga polovica XX. st.) kaže da filozofija mora čovjeku pružiti odgovor na tri temeljna pitanja o "trebanju":
- Kako trebam misliti?
- Što trebam činiti?
- Kako trebam živjeti?

Za filozofiju je osobito značajan postupak primjene nekog pitanja na samo to pitanje.
Filozof se uvijek pita: 
Što (u svojoj biti, uistinu) jest "X"?
Gdje "X" može biti bilo koji pojam: materija, ljepota, istina, pravda, život, održivi razvoj itd. To je klasičan način postavljanja filozofskih pitanja, koji vodi u ontologiju. Kada se pitanje primjeni na samo sebe (Što jest "jest"? Što jest "biti"?), ono postaje pitanje o bitku.
Što to zapravo znači?
Pa onda npr. i: »Što znači riječ značenje?« Pitanje o "značenju značenja" osobito je važno za razne smjerove filozofije XX. st. Kritika metafizike dovela je do toga da klasični, ontološki način postavljanja pitanja bude potisnut; analitička filozofija ga načelno odbacuje.
Otkuda to znate?
Pa onda i: »Što uopće možemo znati?«, »Koji su mogući izvori spoznaje?«. Odatle epistemologija kao filozofska disciplina.
Što je čovjek?
Pa onda i: »A tko pita?«. Kada se pitam o sebi samom (»Tko sam ja?«), onaj koji pita i onaj o kojem se pita su isti, a ipak su očito i nekako različiti; taj je paradoks prvi sustavno razmatrao Fichte. Otuda filozofi razlikuju svijest i samosvijest.

## Ime i pojam filozofije
Gornji kratki opis daje osnovnu predodžbu što filozofija jest, pri čemu su koliko je to moguće zahvaćena različite filozofske škole. Pokušaj da se ovaj grubi opis proširi u sustavni prikaz neminovno bi vodio u izlaganje neke posebne filozofije, kao što se obično događa u knjigama naslovljenim Uvod u filozofiju ili slično. Zato je za upoznavanje filozofije kao takve bolji povijesni pristup.
Riječi "filozof" i "filozofija" skovane su u 6. stoljeću pr. Kr. u Grčkoj. U stalnu upotrebu riječ "filozofija" stoljeće kasnije uvode Sokrat i Platon. Nakon Platona, Aristotel je zaslužan za ono posebno značenje riječi, koje i danas podrazumijevamo.
Razmatrajući kako se sve riječ koristila tijekom oko tri stoljeća povijesti stare Grčke (te također njoj srodne riječi: mudrost, sofistika, znanost) možemo dobiti dobar (iako ne potpun) uvid u to što i danas pod filozofijom razumijevamo (i također u to, što ne ubrajamo u filozofiju).

### Filozofija je ljubav prema mudrosti
Hrvatski oblik filozofija dolazi od grčkog "filosofia". Riječ je skovana od od "filia" (prijateljstvo, ljubav), "filos" (prijatelj, ljubitelj), "sofia" (mudrost) i "sofos" (mudrac). Filozofija je dakle, u svojem osnovnom značenju, "ljubav prema mudrosti", predstavlja racionalni odnos prema sophia, mudrosti... Filozof je onaj koji iskazuje osobitu žudnju za mudrošću; on, po Platonu, njeguje najviši oblik erosa: ljubav prema istini.
Hrvatska kovanica mudroslovlje danas se rijetko koristi. Ona mijenja smisao riječi u smjeru "znanost o mudrosti", zbog nastavka "-slovlje" (dolazi od "-logija", tj. od logos, kao u "jezikoslovlje", "prirodoslovlje", "bogoslovlje"). Odgovarajući prijevod doslovnog značenja grčke riječi bio bi mudroljublje.
"Onaj koji ljubi mudrost" shvaća se kao netko različit od tradicionalnog pojma "mudrac": mudrac naprosto jest mudar, on "zna", ne mora tragati.
»U tom izvornom značenju riječi filozofija, koje nam se isprva čini veoma neodređenim, sadržan je međutim smisao traženja (!), tj: određenje filozofije kao istraživanja, traganja za smislom. Za razliku od mita, religije i svakidašnjeg tzv. prirodnog stava uopće, koji se svi drže kao da istinu već znaju, kao da je već posjeduju, filozofija je istovjetna s naporom da dosljedno, slobodno mišljenje, istinu i znanje tek dokuči. Mit i religija nastupaju monološki. Filozofija je posao traganja i bitno dijalog.« (Kalin, str. 5-6)
Pitagora je prvi od grčkih mudraca koji se prozvao filozofom. Ciceron navodi:
»Kad su Pitagoru upitali što mu je zanimanje, odgovorio je kako je filozof, to jest tražitelj ili ljubitelj mudrosti, jer mu se činilo posve drskim tvrditi da je mudrac.« Na pitanje što je filozof, odgovorio je usporedbom s tri vrste ljudi koji dolaze na Olimpijske igre. Jedni dolaze kupovati i prodavati, drugi sudjeluju u natjecanjima, a treći dolaze samo promatrati. Ovi posljednji imaju najvažnije poslanje, i za sebe i za druge.
Platon kaže u dijalogu Fedar da samo za Boga priliči reći da je mudar, ne i za čovjeka. Jednako kaže Aristotel u Metafizici: filozof teži mudrosti, koju posjeduje samo Bog.
Sokrat je prototip filozofa, koji uvijek traga za smislom i uvijek vodi dijalog. Njega mudracem smatraju ne samo ljudi, nego i bogovi:Apolon je kroz usta delfijske proročice rekao da je Sokrat najmudriji. Međutim, sam Sokrat za sebe kaže »znam samo da ništa ne znam«. Svojom metodom raspravljanja on propituje navodno nepobitne istine i razotkriva lažno znanje.
Postoje naravno i drugi mogući putevi ka mudrosti, npr.: 
- proučavanje svetih spisa različitih religija;
- meditacija i ekstaza (ek-stasis, izaći iz sebe, spojiti se s izvorom sveopće mudrosti);
- poetski stvaralački zanos (stvaralac se spaja s izvorom mudrosti koji je u njemu; kroz "poietični" zanos, pojedinac stiže do razumijevanja ljudskom rodu zajedničkih arhetipova),
- skrupulozno znanstveno proučavanje činjenica, te nalaženje načela i zakona koje se iz njih mogu izvesti korištenjem matematike i formalne logike;
- usavršavanje u umijeću popravljanja motocikla (zen),  i dr.

"Mudroljublje" se u zapadnoj tradiciji izdvaja kao osobena djelatnost ponajviše tom stalnom kritičnošću i vezom s razumom (raz-um, "dijeljenje uma") i dijalogom ("dijeljenje logosa").

#### Platonovo učenje o erosu
Platon u nekoliko svojih dijaloga povezuje termin "filia" s drugim terminom za ljubav: eros Od tih je dijaloga je najpoznatiji Simposion (odatle naš pojam simpozij).
Pojam "eros" kod Platona ima bitno drugačije značenje nego kad danas govorimo o erotici, iako veza postoji. Eros je žudnja za lijepim, ali on se ne zaustavlja kod "etotike". Od puke žudnje za lijepim tijelom, eros se razvija ka žudnji za ljepotom po sebi, za idejom ljepote, a onda i drugih čistih ideja. Eros je prema tome čovjekov najbolji pomoćnik (synergos) na putu do najviše spoznaje i vrline. Sokrat je, po Platonu, utjelovljenje takvog (istinskog, filozofskog) erosa.

### Pojam mudrosti
Na početku današnjih pregleda povijesti (zapadne) filozofije stoje mislioci koji su djelovali početkom 6. stoljeća pr. Kr., koji su bili zvani mudracima. Kasnije su Grci skovali pojam sedam mudraca; popisi tko spada u tu sedmoricu razlikuju se, pa se navodi ukupno 17 imena (Diels, 10, 1). Diogen Laertije navodi da je Tales iz Mileta bio prvi nazvan mudracem za svog boravka u Ateni 582/581. pr. Kr., pa su prema njemu i ova sedmorica nazvani mudracima. (Diels, 11A 1) Platon tvrdi da su oni napisali na hramu u Delfima svima poznate izreke "Spoznaj samoga sebe" i "Ništa previše". (PLAT. Protag. 343A).
Mudraci su ljudi kojima se ljudi dive zbog tajanstvenih znanja koja posjeduju, i zbog dobrih savjeta, koje daju. Riječi i djela koje im legenda pripisuje pokazuju da im se pripisivalo duboko znanje o onome što jest, i o onome što treba činiti ("teoretska" i "praktička" mudrost; čisti i praktički um po Kantu. Kasnija ih legenda razmatra kao grupu i iste izreke pripisuju se sad jednome, sad drugome.
Kako je razvoj kritičke misli doveo u pitanje predodžbu da netko zaista posjeduje mudrost, neki su kasnije govorili da »oni nisu bili ni mudraci ni filozofi, već razboriti ljudi i zakonodavci.« (Diels, 10, 1)
Nasuprot tome, jedan od najvećih filozofa XX. stoljeća, Martin Heidegger, iznosi tvrdnju da su pred-sokratovski mislioci postigli uvid u bitak koji nadmašuje svu kasniju zapadnjačku metafiziku, koja od Platona do suvremene vladavine tehnike živi u zaboravu bitka.

### Nastanak riječi
Riječ filozof, skovana je tijekom 6. stoljeća pr. Kr. Stoljeće kasnije je već bila u širokoj upotrebi, a Sokrat i Platon daju joj jasno značenje. Također se u to doba, za oznaku čovjeka koji se ističe nekim duhovnim sposobnostima a ipak nije mudrac (sofos) koristila riječ sofist; tek kasnije, zahvaljujući Platonovoj kritici sofista, riječ dobiva negativno značenje.

#### Heraklit i Pitagora: riječ i broj
Prvi koji je uveo novu kovanicu možda je bio Pitagora (oko 580. – 500. pr. Kr.); njemu pripisuju da je filozofiju u Grčku donio iz Egipta (Diels, 14, 4). Ciceron navodi da je Pitagora prvi sebe nazvao filozofom uspoređujući se s onim koji na Olimpijske igre dolazi samo gledati, za razliku od natjecatelja koji teže za slavom i kladioničara koji teže za dobitkom.
Neki pak smatraju da je prvi koji je upotrijebio taj pojam bio Heraklit (540. – 480. pr. Kr.), kojem se pripisuje izjava da »filozofi moraju biti znalci veoma mnogih stvari«. (fr. 35)
Odnos Heraklita prema Pitagori pokazuje da su "ljubitelji mudrosti" zarana počeli jedni o drugima prezrivo govoriti i odricati ne samo mudrost, nego i pamet ili razum, onima koji zastupaju drugačije koncepcije. Heraklit navodi Pitagoru kao jednog od onih koji »mnogo znaju, ali nemaju razuma« (fr. 40)', te ga optužuje da je »vođa lažljivaca« (fr. 81).
Mnogoznalaštvo je po Heraklitu preduvjet za filozofiju, ali samo po sebi nije dovoljno.  Mudrost je spoznavanje onog što upravlja stvarima: »Jedno je naime mudrost: spoznavati duhovnu moć koja upravlja sve kroz sve« (fr. 41). To se ne može vidjeti očima: »nevidljiva harmonija jača je od vidljive« (fr. 54). Tu duhovnu moć i nevidljivu harmoniju (bitak) naziva Heraklit logos, tj. riječ ili govor.
To pouzdanje u moć jezika, uvjerenje da je svijet u svojem temelju "logičan", da bitak ima strukturu govora (diskurzivnu strukturu), pa se ljudskim govorom (dijalektikom i logikom) može doći do uvida u ono po čemu jest sve što jest (bitak), temeljna je pretenzija koja utemeljuje filozofiju kao "racionalnu" djelatnost. To uvjerenje, na svoj način, preuzima i kršćanska teologija.
Tome nasuprot, mistika tvrdi da se jezikom i logikom može spoznati, u najboljem slučaju, samo svijet, a ne i ono, po čemu on jest. Lao Ce uspoređuje svijet s tapiserijom: pažljivim proučavanjem možemo spoznavati tkanje, ali ne i iglu, koja ga je isplela. monoteistički mističari (židovski, kršćanski i islamski) tvrde da se u ekstazi može stupiti u dodir s Bogom, izvorom svega što jest i sve mudrosti, ali se ta spoznaja ne može riječima prikladno prenijeti.
Mnogi su se filozofi, vrhunski majstori logike i jezika uopće, suočili s nedovoljnošću tog alata. U 20. st. Martin Heidegger ostaje vjeran uvjerenju da riječi mogu voditi ka bitku, ali ne u okviru logike, nego pjesništva. Ludwig Wittgenstein zaključuje: ne samo da ne možemo izreći odgovore na naše životne probleme; ne možemo izreći ni pitanje. (Tractatus, stavak 6.5.)
Pitagorejci su pak tvrdili, da osnova svijeta nije riječ, nego broj. To ih je vodilo u složenu mistiku brojeva: njihovo naslućivanje važnosti matematike nije se moglo plodotvorno primijeniti u istraživanju prirode tijekom sljedećih 2000 godina jer je matematika bila nedovoljno razvijena.
Tek renesansa dovodi do dramatičnog napretka matematičkih metoda, na temelju kojeg Galileo Galilei može izreći misao da je »knjiga prirode napisana jezikom matematike«. Kada se pak matematika udružila s pažljivim i nepristrasnim promatranjem prirode, kao što su Herodot i Tukidid promatrali ljude, mogla je filozofija prirode načiniti divovski napredak, kakav nijedno ranije doba nije moglo ni približno zamisliti. Jedan od ključnih mislilaca novoga doba, René Descartes, proveo je revoluciju u matematici stvaranjem analitičke geometrije: prvi je povezao do tada odvojene discipline geometriju i aritmetiku. To je bio osnov na kojem su kasnije "filozof prirode" Isaac Newton i filozof Leibniz stvorili matematičku analizu, koja pak omogućava kvantitativno proučavanje procesa (a ne samo stvari) i time drastično unapređuje mogućnosti znanstvenog proučavanja prirode i mijenja sliku svijeta koja dominira zapadnim mišljenjem.

#### Solon, Herodot i Tukidid: politika, znanost i filozofija
U 5. stoljeću pr. Kr., Herodot (484. – 424. pr. Kr.) i Tukidid (oko 460. - oko 396. pr. Kr.) koriste riječ "filozofija" za oznaku ljubavi prema znanju i kulturi općenito. Herodot u svojoj Historiji upotreblja glagol filozofirati govoreći o Solonu, jednom od sedam mudraca.
Solona se u historiji ne spominje kao filozofa. On je bio državnik, donio je novi atenski ustav 594. pr. Kr. Bio je dakle društveno angažiran, daleko od "filozofa" kao neutralnog promatrača u Pitagorinom smislu. Povijesni prikazi razvoja filozofije obično počinju od Talesa, koji djeluje u Ateni (i zaslužuje naslov sofos) desetak godina kasnije.
Taj raskol na teorijsku mudrost koju donosi filozofija i praktičnu mudrost političara ili državnika (a onda i filozofa, koji napusti područje teorije i poželi svoje ideje primijeniti da bi promijenio svijet) ostaje aktualan kroz cijelu povijest filozofije do današnjeg dana. (Odličan primjer je sukob između "pitagorejca" Ludwiga Wittgensteina i "solonista" Karla Poppera; pogledajte članak Wittgensteinov žarač.)
U to je doba u upotrebi i riječ sofist, koja je tek kasnije dobila pogrdno značenje. Herodot je nazvao sofistima Solona i Protagoru, koje inače nazivahu mudracima (sofos). Publije Elije Aristid, koji piše u 2. stoljeću, otuda zaključuje: »Mislim da je riječ "sofist" bila opći naziv, a da se pod "filozofijom" podrazumijevala neka ljubav prema lijepom i zaokupljenost teorijom, opća kultura - a ne kao danas.« (Diels, 79, 1)
Herodota i Tukidida ne navode u povijesti kao filozofe. Njihov rad, međutim, od bitnog je značaja za nastanak pojma znanost, a filozofiju je Aristotel definirao kao jednu od znanosti. :Oni su prvi, koji na području historije, geografije i etnografije teže objektivnoj istini: prikazati stvari onakvima kakve jesu, odbacujući fantazije, predrasude i prosudbe. Marljivo su prikupljali informacije o prošlim događajima i o stranim zemljama iz svih dostupnih izvora (uključujući i neprijatelje s kojima su Grci ratovali); sustavno ih i metodski jedinstveno sređivali i iznosili na (koliko je moguće) neutralan način (Herodot kaže: »ne mogu dati svoj sud, ja samo izvještavam«).
Takav »samostalan i samosvijestan spoznajni rad, koji metodički traži znanje zbog samog znanja« (Windelband, str. I/67) definicija je onog što nazivamo znanost (grčki: episteme, latinski: scientia).
Taj pojam preuzima Aristotel i unutar njega filozofiju određuje kao jednu od znanosti.

### Dijalog i dijalektika
U Sokratovoj osobi, osim ljubavi prema mudrosti, utjelovljena je i druga temeljna osobina filozofije: korištenje razgovora (raz-govor, "dijeljenje govora", prema dija-log, "dijeljenje logosa") kao ključne metode. Sam Sokrat nije ništa zapisivao, samo je razgovarao sa svojim sugrađanima. Razgovor ovdje nije samo puka metoda, jer govor, logos, kako smo vidjeli gore kod Heraklita, ujedno označava temeljnu "harmoniju" (strukturu) svijeta.
U dijalogu Fedar Platon razjašnjava pojam dijalektika (od grčkog dialektikos: koji se odnosi na raspravljanje) kao filozofske metode. Da bismo shvatili bit nekog predmeta, moramo pojam tog predmeta razmatrati u odnosu prema drugim pojmovima. Moramo sagledati kako pojmovi proizlaze jedni iz drugih. Platon (odnosno Sokrat u dijalogu) razlaže da se pojam može odnositi prema višem pojmu koji ga obuhvaća (rod, rodni pojam) ili prema nižim pojmovima koji iz njega proizlaze (vrsta, vrstni pojam). Zato se dijalektička misao kreće u dva smjera: uspinjanje (sinagoge ili sinopsis) i spuštanje (diairesis). »To ja volim, o Fedre, naime te razdiobe i ta sažimanja, da bih mogao i govoriti i misliti.« (Fedar, 266b)
Filozofija, odnosno rezultati njenih dijalektičkih razmatranja, mora biti osnova za retoriku, koja je »umijeće vođenja duše«. Sofistička retorika, koja ljude zavodi praznim trikovima, po Platonu je opsjenarstvo. To je zloupotreba umijeća, kao što liječnik svoje umijeće može zloupotrijebiti da nekome nanese štetu, umjesto da ga izliječi.
Filozofski dijalog, vođen dijalektičkim umijećem, u Sokratovoj i Platonovoj metodi treba dovesti do uvida, do razumijevanja skrivene istine: »Ako se sve pojedine danosti s trudom ispituju jedna naspram drugoj, imena i pojmovne odredbe, nazori i opažanja, i osporavaju u dobrohotnim osporavanjima, od ljudi koji pritom bez zavisti rabe pitanje i odgovor, onda iznad svakog pojedinog bljesne uvid i razumijevanje.« (Platonovo Sedmo pismo, Ep. VII, 344b)
Ovaj uvid, jednom kad je zadobiven dijalektičkim razmatranjem, najbolje se prenosi drugima u dijaloškoj formi, smatraju Platon i njegovi sljedbenici u Akademiji, i to u neposrednom, živom razgovoru. Zapisani dijalog je tek oponašanje ovakvih živih razgovora.
Takav pristup kasnije kod nekih platonista i neoplatonista vodi do teze da postoje tajna, ezoterična znanja koja učitelj prenosi učeniku samo u osobnom razgovoru i koja se ne smiju otkrivati neiniciranima. Tako se neoplatonisti ponekad spajaju s pitagorejcima, gnosticima i drugim školama ezoterije i mistike. To je jedan od primjera kako se specifičnim razvojem filozofskih ideja dolazi do zaključka o napuštanju filozofije.
Sam Platon, međutim, koristi i mitopoetski jezik tamo gdje dijalektičko razvijanje pojmova nije dovoljno ili nije dostatno. Tako su npr. teza o besmrtnosti duše i prikaz njenog života poslije tjelesne smrti, koji se sreću u više Platonih dijaloga, preneseni iz dionizijskih misterija.

### Znanstveni sustav, logika i metafizika
Aristotel, Platonov učenik koji se kasnije odvojio od Akademije i zasnovao vlastitu školu (peripatetici), napušta u svojim knjigama Platonovu formu dijaloga. On piše rasprave u modernom smislu riječi.
Metoda filozofije nije više samo dijalektika, razmatranje usmjereno na postizanje uvida; no logos ostaje i cilj i sredstvo. U "raspravi" se teži sustavnom i potpunom ispitivanju pojmova, što u živom dijalogu može biti zanemareno. Filozof razlaže logos koristeći vlastiti um, na temelju svojih uvida u zbilju, te uvida u mišljenja ranijih filozofa.
Takva metoda dobiva naziv logika. Logika je kod Aristotela znanost o logosu. Ona proučava oblike (forme) mišljenja, koji su u vezi s oblicima bitka.
Filozofija je kod Aristotela jedna među znanostima. Definirana je kao "motriteljska" (teorijska) znanost, koja teži istini radi nje same. (U Metafizici se pojavljuje i sintagma "motriteljska filozofija" koja je zapravo pleonazam.)
Filozofija je znanost »misaonog promatranja«, odnosno teorijska znanost (riječ theoria označava misaono ili znanstveno motrenje ili promatranje). Svrha filozofije je spoznaja istine; spoznati istinu (odnosno biti mudar) znači spoznati uzroke. (Metafizika, II 1, 993b) Najtočnije su pak one znanosti koje se bave prvim počelima i uzrocima. (Metafizika I 982a) Odatle je filozofija (mudrost, metafizika) »znanstveno istraživanje prvih počelâ i uzrokâ«. 
Spoznaji prvih počela i uzroka teži se zbog istine same, ne zbog vanjskih svrha. Tako je ona »jedina slobodna među znanostima, jer jedina je ona radi sebe same«. (Metafizika I 2, 982b) »I tako su sve znanosti nužnije od nje, ali bolja nije ni jedna.« (Metafizika I 2, 983a)
U toj je definiciji važno utvrditi da uopće postoji predmet te znanosti, naime: »da postoji nekakvo počelo, te da uzroci bićâ nisu beskonačni, niti u izravnu slijedu niti prema vrsti.« Aristotel smatra da je to očito i tu tvrdnju obrazlaže u Metafizika II 2.
Ova tvrdnja međutim u moderno je doba široko osporavana. Niz filozofa tragalo je za uvjerljivijim utemeljenjem na vrlo različite načine; npr. René Descartes, Immanuel Kant, Edmund Husserl, logički pozitivisti. Povijest filozofije može se periodizirati upravo po velikim misliocima koji iznova pokušavaju dati sigurne, neporecive temelje spoznaje.

#### Filozofija i druge "teorijske znanosti"
Motriteljske znanosti Aristotel dijeli na matematiku, naravoslovlje i bogoslovlje (teologiju).

##### Metafizika i teologija
Bogoslovlje je kod Aristotela znanost o onom najvišem, o prvim načelima bitka. Ono se
bavi spoznajom »onoga što je vječno, nepokretno i izdvojivo«.  Ono je »prvotna znanost«. 
(Metafizika, VI 1, 1026a) Aristotel ga naziva i prva filozofija, a također i jednostavno sofia, mudrost (postoji određeno preklapanje i nedosljednost u korištenju pojmova filozofija, mudrost, znanost i teologija).
Tek u rimsko doba počinje se za "prvu filozofiju" koristiti naziv metafizika (lat. metaphysica), koji dolazi od grč. ta meta ta phisika, »ono što dolazi iza fizike«.
Riječ teologija dobiva u okviru kršćanske (kasnije i islamske) religije posebno značenje tumačenja Objave. Tako nastaje napetost između teologije i filozofije i problem odnosa "dviju istina", što je jedan od osnovnih problema srednjovjekovne filozofije.

##### Logika, fizika i etika
Modifikacijom spomenute Aristotelove podjele "motriteljskih znanosti" na tri dijela u helensko i rimsko doba koristi se podjela filozofije na logiku, fiziku i etiku. Fizika' (tj. naravoslovlje) obuhvaća sve prirodne znanosti u našem smislu riječi. U srednjem vijeku često se logika i fizika spajaju kao teorijska filozofija, dok je etika praktična filozofija. (Windelbland, str. 60) Teologija je, kako je spomenuto, izdvojena. Dodana je pak kao posebna disciplina etika, koja se bavi pojmovima dobra i zla, onim što se treba i onim što se ne smije činiti.

##### Praktična filozofija
Aristotel je u spisu Nikomahova etika uveo pojam praktična filozofija, koja se dijeli na etiku, ekonomiku i politiku. Mislioci kasnijeg doba nisu bili zainteresirani za ekonomiku kao umijeće i tek u novom vijeku nastaje ekonomija kao posebna znanost. Politika također tek u renesansi ponovo postaje tema filozofije politike. Etika je međutim uvijek bila, i do danas je ostala, jedna od ključnih filozofskih disciplina.

##### Matematika i logika
Matematika je nakon Aristotela također izdvojena iz općeg pojma filozofije. Ona je postala posebna struka, koja zahtijeva naporno studiranje i usvajanje specifičnog načina mišljenja. Više se nije moglo slijediti Platonovo načelo, koje je stajalo na ulazu u Akademiju: »Neka ne ulazi tko ne zna matematiku.« Tako je ostalo i do danas.
Logiku je kao posebnu znanost utemeljio upravo Aristotel. Više od 2000 godina u njoj je bilo malo inovacija. U XIX. stoljeću u filozofiji matematike, koja nastoji sigurno utemeljiti matematički način spoznavanja, pojavljuje se problem odnosa matematike i logike. U 20. st. logika dramatično razvija svoj formalni instrumentarij i postaje posebna struka, koja zahtijeva naporni studij i isti "formalni" način mišljenja kao i matematika.

##### Filozofija prirode i prirodne znanosti
Naravoslovlje ostaje dio filozofije, kao filozofija prirode, sve do 19. st. Tada se stvara pojam prirodne znanosti i njihova podjela na različite znanosti i discipline. Međutim, faktički već od 17. st. se "filozofija prirode" razvila u posebnu disciplinu.
U 19. i 20. st. metode i izvori sigurnosti prirodnih i društvenih znanosti predmet su intenzivnih filozofskih istraživanja. Egzaktnost prirodnih znanosti postaje opći ideal, koji često i sociolozi i drugi, a osobito ekonomisti, nastoje slijediti. To međutim dovodi i do reakcije, tvrdnje da u "duhovnim znanostima" egzaktnost nije ni moguća ni poželjna.
S druge strane dostignuća prirodnih znanosti i matematike, koja dramatično mijenjaju ustaljene pojmove i tresu osnove same znanosti (npr. teorija relativnosti i kvantna fizika), navode znanstvenike na filozofska promišljanja, a filozofe da se za znanost zainteresiraju.
Treći element odnosa prirodnih znanosti i filozofije jesu etičke i političke dvojbe koje izaziva nevjerojatno uspješna primjena znanosti kao tehnike. Znanost mijenja svijet, ali tko od toga zapravo ima korist? Da li je to dobro? Treba li i dalje činiti isto što i dosad?